# Jutta Lau
Jutta Lau   (Wustermark, 28 de setembre de 1955) és una remadora alemanya, ja retirada, que va competir sota bandera de la República Democràtica Alemanya durant la dècada de 1970.
El 1976 va prendre part en els Jocs Olímpics d'Estiu de Mont-real, on va guanyar la medalla d'or en la prova del quàdruple scull del programa de rem. Formà equip amb Anke Borchmann, Viola Poley, Roswietha Zobelt i Liane Weigelt. Quatre anys més tard, als Jocs de Moscou, revalidà la medalla d'or en la mateixa prova. En aquesta ocasió formà equip amb Sybille Reinhardt, Jutta Ploch, Roswietha Zobelt i Liane Buhr.
En el seu palmarès també destaquen tres medalles d'or al Campionat del món de rem, el 1974, 1975 i 1979. A nivell nacional va guanyar el títol del quàdruple scull de 1975 i 1979.